# Suanzes (metrostation)
Suanzes is een metrostation van de metro van Madrid van Lijn 5. Het metrostation werd in 1980 geopend.
Het Parque Quinta de los Molinos ligt direct ten noorden van het station.

Omgeving met bushaltes